# Ormhalssköldpaddor
Ormhalssköldpaddor (Chelidae) är en familj i ordningen sköldpaddor.

## Utseende
Som alla vattensköldpaddor har de en avplattad sköld. Skölden på buken består av nio benplattor. Hos några arter är halsen längre än övriga delar av kroppen. Ögonen sitter långt framme på huvudet, direkt över nosen.
De flesta familjemedlemmar har en sköld som är 20 till 35 cm lång. Den minsta arten är Pseudemydura umbrina med 12 till 14 cm sköldlängd och den största är Chelodina expansa med cirka 48 cm sköldlängd.

## Utbredning
Ormhalssköldpaddor är de enda sköldpaddor som förekommer i Australien. Dessutom lever de på Nya Guinea och i Sydamerika.

## Ekologi
Familjens arter lever långa tider i vattnet och vissa arter som Elusor macrurus eller Rheodytes leukops lämnar vattnet bara tillfälligt. Hos Pseudemydura umbrina och hos några andra arter förekommer längre tider med dvala i leran. Det förekommer även att ormhalssköldpaddor som Mesoclemmys zuliae letar på land efter föda. Arterna äter bland annat alger, blötdjur och andra ryggradslösa djur, små ryggradsdjur och ägg från groddjur eller fiskar.
Fortplantningssättet varierar mellan arterna. Hos några ormhalssköldpaddor kläcks äggen efter 8 till 10 veckor och hos andra som Chelodina expansa efter ett år.

## Taxonomi
Familjen delas traditionellt i tre underfamiljer men denna indelning är enligt Vitt & Caldwell samt andra zoologer parafyletisk. Det finns flera olika uppfattningar hur den rätta taxonomin ser ut. Enligt Vitt & Caldwell bildar alla ormhalssköldpaddor som lever i den australiska regionen systergruppen till de sydamerikanska arterna. Däremot hävdar Georges et al., 2014 att underfamiljen Hydromedusinae utgör systergruppen till ett taxon som bildas av underfamiljerna Chelodininae och Chelinae.
Här följer den traditionella indelningen enligt ITIS (inga utdöda släkten):
- Chelinae
  - Acanthochelys
  - Chelus
  - Mesoclemmys
  - Phrynops
  - Platemys
  - Rhinemys
- Chelodininae
  - Chelodina
  - Elseya
  - Elusor
  - Emydura
  - Flaviemys
  - Myuchelys
  - Pseudemydura
  - Rheodytes
- Hydromedusinae
  - Hydromedusa